# 王清 (1997年)
王清（1997年1月28日—），女，山东省人，中国歌手。她于2020年参加爱奇艺偶像女团竞演养成类真人秀节目《青春有你 (第二季)》。5月，与同公司艺人张钰组成“张钰和王清组合”。其粉丝名为「经q理」，应援色为「天青色」。

## 影視作品

### 电影
| 年份   | 劇名           | 角色 |
| ------ | -------------- | ---- |
| 2021年 | 《陽光姐妹淘》 | 朱珠 |